# 羅米堡 (加利福尼亞州)
羅米堡（英語：Fort Romie）是位於美國加利福尼亞州蒙特雷縣的一個非建制地區。該地的面積和人口皆未知。

## 地理
羅米堡的座標為36°24′01″N 121°20′47″W / 36.40028°N 121.34639°W，而該地的平均海拔高度為57米（即187英尺）。